# Tuzinka
Tuzinka – młoda słonica azjatycka, ulubienica warszawiaków, dwunasty słoń urodzony w warunkach ogrodu zoologicznego. Przyszła na świat w 1937 roku w Warszawie, zmarła w 1944 w Niemczech. Parą, z której się urodziła była urodzona dziko słonica "Kasia" i również urodzony dziko słoń "Jaś". Te trzy słonie były chlubą zoo w Warszawie w okresie tuż przed wojną; dyrektorem ogrodu był wówczas Jan Żabiński. W pierwszych miesiącach wojny słonicę wywieziono z Polski, podobnie jak wiele innych zwierząt z warszawskiego zoo. Matka Tuzinki zginęła od bomby we wrześniu 1939, a ojciec został zastrzelony przez personel ogrodu wraz z innymi groźnymi zwierzętami w celu uniknięcia niebezpieczeństwa wydostania się ich na wolność podczas działań wojennych.